# Howwood
Howwood är en ort i Storbritannien.   Den ligger i kommunen Renfrewshire och riksdelen Skottland, i den centrala delen av landet, 600 km nordväst om huvudstaden London. Howwood ligger 187 meter över havet och antalet invånare är 1 712.
Terrängen runt Howwood är platt åt sydost, men åt nordväst är den kuperad. Runt Howwood är det ganska tätbefolkat, med 54 invånare per kvadratkilometer. Närmaste större samhälle är Glasgow, 19,6 km öster om Howwood. Trakten runt Howwood består i huvudsak av gräsmarker.